# Зарбатова, Екатерина Анатольевна
Екатерина Анатольевна Зарбатова (род. 26 октября 1997) — российская футболистка, выступавшая на позиции вратаря. Кандидат в мастера спорта России.

## Биография
Родилась 26 октября 1997 года. Училась в ижевской школе № 100. В составе школьной команды выступала в соревнованиях по футболу и мини-футболу.

### Игровая карьера
Начала игровую карьеру в составе ижевского «Торпедо», выступавшего в первом дивизионе России. В сезоне 2017 года «Торпедо», заняв второе место, впервые в истории пробилось в Высшую лигу.
С 2018 года со своим клубом выступала в высшей лиге, но являлась резервным вратарём. Дебютный матч в высшей лиге сыграла 28 мая 2018 года против московского «Локомотива», заменив на 84-й минуте Анастасию Климову. Первую игру в стартовом составе сыграла 23 октября 2018 года в матче последнего тура сезона против «Енисея», отыграв все 90 минут.
В июле 2019 года в числе других восьми футболисток покинула «Торпедо». Подписала контракт с мини-футбольным ЖФК «Подольчанка», выступавшим в  Первенстве Московской области.

### Образование
С 2015 года училась в Ижевской государственной сельскохозяйственной академии на лесохозяйственном факультете.